# Catar na Universíada de Verão de 2021
O Catar participou da Universíada de Verão de 2021, que aconteceu em Chengdu, na China, entre 28 de julho e 8 de agosto de 2023.
A delegação teve 6 atletas — cinco masculinos e um feminino — em três modalidades olímpicas.

## Competidores
Estas foram as modalidades e atletas que disputaram a edição:
| Esporte       | Masculino | Feminino | Total |
| ------------- | --------- | -------- | ----- |
| Atletismo     | 2         | 0        | 2     |
| Taekwondo     | 1         | 0        | 1     |
| Tênis de mesa | 2         | 1        | 3     |
| Total         | 5         | 1        | 6     |

## Desempenho

### Atletismo
Masculino
Provas de pista
| Atleta          | Evento | Primeira fase | Primeira fase | Semifinal   | Semifinal   | Final       | Final       | Ref.  |
| Atleta          | Evento | Resultado     | Pos.          | Resultado   | Pos.        | Resultado   | Pos.        | Ref.  |
| --------------- | ------ | ------------- | ------------- | ----------- | ----------- | ----------- | ----------- | ----- |
| El Hafez Mahadi | 800m   | 1:52.73       | 27            | Não avançou | Não avançou | Não avançou | Não avançou | [ 3 ] |

Provas de campo
| Atleta    | Evento          | Primeira fase | Primeira fase | Semifinal | Semifinal | Final       | Final       | Ref.  |
| Atleta    | Evento          | Resultado     | Pos.          | Resultado | Pos.      | Resultado   | Pos.        | Ref.  |
| --------- | --------------- | ------------- | ------------- | --------- | --------- | ----------- | ----------- | ----- |
| Hamdi Ali | Salto em altura | 2.10          | 15            | —         | —         | Não avançou | Não avançou | [ 4 ] |

### Taekwondo
Masculino
| Atleta         | Evento   | Primeira fase          | Oitavas                | Quartas                | Semifinais             | Final                  | Posição     | Ref. |
| Atleta         | Evento   | Adversário e resultado | Adversário e resultado | Adversário e resultado | Adversário e resultado | Adversário e resultado | Posição     | Ref. |
| -------------- | -------- | ---------------------- | ---------------------- | ---------------------- | ---------------------- | ---------------------- | ----------- | ---- |
| Wadhah Alahmed | +87kg    | —                      | TPE Jung D 0–2         | Não avançou            | Não avançou            | Não avançou            | Não avançou |      |
| Manisha Ali    | até 68kg | CHN Xiao D 0–2         | Não avançou            | Não avançou            | Não avançou            | Não avançou            | Não avançou |      |

Feminino
| Atleta         | Evento   | Primeira fase          | Oitavas                | Quartas                | Semifinais             | Final                  | Posição     | Ref. |
| Atleta         | Evento   | Adversário e resultado | Adversário e resultado | Adversário e resultado | Adversário e resultado | Adversário e resultado | Posição     | Ref. |
| -------------- | -------- | ---------------------- | ---------------------- | ---------------------- | ---------------------- | ---------------------- | ----------- | ---- |
| Maram Fatnassi | até 67kg | ALG Kadi V 2–1         | FRA Haddad D 0–2       | Não avançou            | Não avançou            | Não avançou            | Não avançou |      |

### Tênis de mesa
Masculino
| Atleta        | Evento  | Fase de grupo                                           | Fase de grupo | Fase de 64             | Fase de 32             | Oitavas                | Quartas                | Semifinais             | Final / MB             | Final / MB  | Pos.        | Ref. |
| Atleta        | Evento  | Adversário e resultado                                  | Pos.          | Adversário e resultado | Adversário e resultado | Adversário e resultado | Adversário e resultado | Adversário e resultado | Adversário e resultado |             | Pos.        | Ref. |
| ------------- | ------- | ------------------------------------------------------- | ------------- | ---------------------- | ---------------------- | ---------------------- | ---------------------- | ---------------------- | ---------------------- | ----------- | ----------- | ---- |
| Ahmed Saadawi | Simples | HUN Mihalovity D 0–3 SVK Oráč D 0–3 NOR Meringdal D 0–3 | 4             | Não avançou            | Não avançou            | Não avançou            | Não avançou            | Não avançou            | Não avançou            | Não avançou | Não avançou |      |

Legenda
| Recorde mundial      | Recorde mundial (World record)               |                       | Recorde africano                      | Recorde africano (African) |                                           | Q | Classificado por posição (Qualified) |
| Recorde olímpico     | Recorde olímpico (Olympic record)            | Recorde da América    | Recorde da América (Americas)         | q                          | Classificado por melhor tempo (Qualified) |   |                                      |
| Melhor marca do ano  | Melhor marca do ano (World leading)          | Recorde asiático      | Recorde asiático (Asian)              | DNS                        | Não largou (Did not start)                |   |                                      |
| Recorde nacional     | Recorde nacional (National record)           | Recorde europeu       | Recorde europeu (European)            | DNF                        | Não terminou (Did not finish)             |   |                                      |
| Recorde pessoal      | Recorde pessoal do atleta (Personal best)    | Recorde da Oceania    | Recorde da Oceania (Oceania)          | DSQ / DQ                   | Desclassificado (Disqualified)            |   |                                      |
| Recorde da temporada | Recorde da temporada do atleta (Season best) | Recorde sul-americano | Recorde sul-americano (South America) | NM                         | Sem marca (No mark)                       |   |                                      |